# Волчков, Сергей Валерьевич
Серге́й Вале́рьевич Волчко́в (бел. Сяргей Валер’евіч Ваўчкоў; род. 3 апреля 1988, Быхов, Белорусская ССР, СССР) — российский певец белорусского происхождения. В 2013 году Волчков стал победителем второго сезона вокального шоу «Голос».

## Биография и карьера
Сергей Волчков родился в городе Быхов 3 апреля 1988 года. После окончания школы он переехал в Москву для учёбы в ГИТИСе. В ГИТИСе Волчков обучался у заслуженного деятеля искусств РФ Розетты Немчинской и оперной певицы Тамары Синявской. Параллельно с учёбой он подрабатывал на корпоративах и пел в храме Петра и Павла в Лефортове.
В 2013 году Волчков стал победителем второго сезона шоу «Голос». Он был в команде Александра Градского и получил 75 % голосов зрителей. Он стал первым белорусом, который победил в российском проекте «Голос». После победы Волчков подписал контракт с Universal Music Russia. С 2014 года он активно гастролирует, а Александр Градский пригласил его в труппу своего театра. В 2016 году Волчков провёл сольный концерт в Государственном Кремлёвском дворце вместе с Центральным пограничным ансамблем ФСБ России. На сцене находились 170 человек, включая несколько хоров, в том числе детский, и оркестр, состоящий примерно из 80 человек.
В 2016 году вышли его синглы «Ты далеко» и «Корабли». В 2017 году Волчков записал дуэт с певицей Анастасией Спиридоновой — песню «Любовь». В 2018 году он выпустил синглы «Отец» и «Лишь ты одна». В 2023 году сингл "Два крыла" в дуэте с Алексеем Петрухиным. По состоянию на 2024 год Волчков продолжает заниматься музыкой и выступать на различных сценах. Всего у него было более 350 сольных концертов в городах России и за рубежом, шесть больших сольных концертов на главной Кремлёвской сцене, 9 сольных концертов в БКЗ «Октябрьский» в Санкт-Петербурге.
В августе 2023 года присвоено звание заслуженного артиста России.
В 2024 году принял участие в шоу Первого канала «Точь-в-точь» 6 сезон. Завоевал приз зрительских симпатий

## Личная жизнь
Сергей был дважды женат. Со своей второй женой, Натальей Якушкиной, он познакомился в храме Петра и Павла в Москве, где пел в хоре. В 2014 году у них родилась дочь Ксения, а в 2017 — Пелагея.
В свободное время Волчков увлекается рыбалкой. Летом его семья отдыхает в Беларуси.